# Lothar Machtan
Lothar Machtan (Gelsenkirchen, 4 d'octubre de 1949) és un historiador alemany, escriptor i professor d'Història Moderna i Actual a la Universitat de Bremen.

## Biografia
Va estudiar història i ciències polítiques a la Universitat de Heidelberg de 1968 a 1974. 15 anys més tard va esdevenir professor d'història moderna a la Universitat de Bremen. A més, va treballar com a investigador a Konstanz, Berlín, Kassel, Halle i al Claremont McKenna College a Califòrnia.
Durant 30 anys, Machtan ha investigat la Història d'Alemanya, la política i la socioeconomia. Els seus escrits han aparegut en diaris i revistes com Der Spiegel, així com en emissions de ràdio. Ha estat professor convidat a congressos i simposis internacionals i assessor de programes de televisió alemanya com Varzin – Warcino – Ein unbequemes Erbe (1989). Als Estats Units, va ser un convidat destacat a The Today Show i a The Early Show de NBC a CBS. Autor de diversos llibres i nombroses publicacions sobre la història social i política dels segles XIX i XX, Machtan va publicar l'any 1998 Bismarcks Tod und Deutschlands Tränen (La mort de Bismarck i les llàgrimes d'Alemanya).

### Biografia de Hitler
El 2001, va publicar Hitlers Geheimnis: Das Doppelleben eines Diktators (El secret de Hitler: La doble vida d'un dictador) amb una traducció a l'anglès de John Brownjohn titulada The Hidden Hitler. En ell, Machtan presenta un estudi documentat que, segons ell, estableix l'homosexualitat d'Adolf Hitler i l'impacte d'això en la seva vida i carrera.
En parlar del seu llibre a The Washington Post, Machtan va dir al seu entrevistador que la seva investigació demostrava que alguns dels amics homosexuals de Hitler a Múnic van ser els que li van obrir moltes portes importants, especialment Ernst Röhm, Dietrich Eckart i Ernst Hanfstaengl. Machtan va dir al diari que "sense la seva ajuda ell [Hitler] no hauria tingut el suport que va rebre dels cercles burgesos i fins i tot d'intel·lectuals i artistes. El 2004 es va fer el documental Hidden Führer: Debating the enigma of Hitler's sexuality basat en The Hidden Hitler. Emesa per CINEMAX Reel Life de HBO, segueix Machtan mentre viatja per Alemanya als llocs de la joventut de Hitler i explica la seva tesi i proves.
El llibre de Machtan, Der Kaisersohn bei Hitler (El fill del kàiser a casa de Hitler), es va publicar el març de 2006. El seu llibre Die Abdankung: Wie Deutschlands gekrönte Häupter aus der Geschichte fielen (L'abdicació: com els caps coronats van fer caure Alemanya fora de la història), es va publicar l'octubre de 2008.

## Obres
- Bismarcks Tod und Deutschlands Tränen. Reportage einer Tragödie. Goldmann, Múnic 1998.
- Hitlers Geheimnis. Das Doppelleben eines Diktators. A. Fest Verlag, Berlin 2001 (edició expandida per bei S. Fischer, Frankfurt 2003)
- Der Kaisersohn bei Hitler. Hoffmann & Campe, Hamburg 2006.
- Die Abdankung: Wie Deutschlands gekrönte Häupter aus der Geschichte fielen. Propyläen, Berlin 2008.